# プラスティカ
プラスティカ（Plastica）は、アメリカ合衆国カリフォルニア州ロサンゼルスにある生活雑貨のセレクトショップ。1996年、シルバーレイクにオープンした後、店舗拡張のため現在のウェスト・サード・ストリートに移転した。
店名のとおり、ほとんどのアイテムがプラスティック製品で、日本を含む世界各国から集めたユニークかつ実用的な商品を扱っている。
米国内の新聞、雑誌などに掲載されることも多い。

## 参照
1. ↑  Plastica：Press